# Diary of a Wimpy Kid 2: Rodrick Rules
Diary of a Wimpy Kid: Rodrick Rules (titulada El diario de Greg 2: La ley de Rodrick en España y El diario de un chico en apuros 2 en Hispanoamérica) es una película estadounidense de 2011, es la segunda de las películas de El diario de Greg basadas en la serie de libros. Fue protagonizada por Zachary Gordon, Devon Bostick, Robert Capron, Peyton List, Karan Brar, Steve Zahn y Rachael Harris, y dirigida por David Bowers. Se estrenó el 25 de marzo de 2011 en Estados Unidos y el 10 de junio del mismo año en España. La película está basada en el libro Diario de Greg 2: La ley de Rodrick.

## Historia
La película comienza cuando Greg (Zachary Gordon) y su familia van a una pista de patinaje, que dan una fiesta de bienvenida a los alumnos de 7º Grado, allí Greg se encuentra con su mejor amigo Rowley (Robert Capron) y sus compañeros de clase Fregley (Grayson Russell) y Chirag (Karan Brar). Después conoce a Holly Hills (Peyton List), una chica nueva que llegó a la escuela, e inmediatamente se convierte en el interés amoroso de Greg, su hermano mayor Rodrick (Devon Bostick) se burla de él diciéndole que Holly nunca se fijará en él, pero él le dice que no es verdad, después Rodrick le dice que cada hora en punto ponen música para que la gente patine en pareja, y que si quiere estar con ella que le pida para patinar. Greg entra en la pista de patinaje, y justo cuando quedan unos pocos segundos para la hora en punto, Greg habla con ella y casi consigue pedirle que patine con él, pero Rodrick le pide a un baterista que grite por un micrófono diciendo que va a tocar música Rock, lo que hace que Greg no consiga pedirle a Holly que patine con él, y entonces la luz se apaga y la gente comienza a patinar en pareja, Greg intenta salir de la pista de patinaje, pero se cae, y su madre le grita por el micrófono diciéndole que su padre lo va a salvar, el padre entra y lo agarra en los brazos y lo saca de la pista de patinaje, y siente avergonzado, y la gente se empieza a reír de él, excepto Holly y Rowley. Rodrick aparece burlándose de él porque no consiguió pedirle eso a Holly, Greg que ya sabía que lo hizo Rodrick a propósito, enfadado intenta tirarse encima de él y pelear, pero Rodrick consigue esquivarlo y Greg cae con la cara encima de una tarta de una niña que está celebrando su cumple, y la niña se enfada con él. Al día siguiente, Susan (Rachel Harris), enfadada con ellos porque se pelean les dice que si se llevan bien les da un dólar. Al volver de la escuela a casa, Greg y Rowley encienden la tele y anuncian un concurso de talentos y ven esto como una gran oportunidad, Rowley sugiere que él y Greg realicen trucos de magia, pero Greg rechaza la idea mientras que Rodrick ve esto como gran oportunidad para participar con su banda. Después, Greg engaña a su madre de que le deje el ordenador para hacer los deberes con Rowley, pero en realidad es para andar en Youtube y subir algún vídeo gracioso, Greg graba a Rowley cantando Tik Tok intentando caerse de la silla, pero le sale, y entonces Rowley se pone unos calzoncillos en la cabeza y se sienta en la cama y se clava una bola de papel de aluminio con puntas (que Many le regalara a Greg, pero este la rechazo), después suben el vídeo a Youtube mientras que Susan le quita la bola a Rowley, y dolorido grita, y entonces viene su padre a buscarlo. Susan y Frank (Steve Zahn) se enfadan con Greg, pero este dice que a partir de ese momento será sincero.
El domingo, Greg y su familia van a la iglesia, pero Greg se mancha los pantalones de chocolate por culpa de Rodrick, y se niega a entrar así, así que su madre le deja llevar su suéter tapándole los pantalones, pero cuando entran Rodrick pisa el súeter y cae al suelo, y entonces la mancha de chocolate en el pantalón de Greg es descubierta por toda la gente de la iglesia y piensa que es caca, Rodrick se ríe de él y Greg enfadado se tira encima de él y se empiezan a pelear. Como castigo, Susan, Frank y Manny van de viaje un fin de semana y dejan a Greg y Rodrick solos en casa para que aprendan a llevarse bien y les dicen que no hagan fiesta. Rodrick desobedece y hace una fiesta invitando a sus amigos, y encierra a Greg en el sótano. Greg llama a Rowley por teléfono para que venga a liberarlo, pero cuando va, Rodrick lo coge y lo encierra con Greg. Rodrick ve que Susan está llamando por teléfono y manda a callar a todos los invitados, y ellos asustados le obedecen. Después de que hablara con Susan, saca a Greg y a Rowley del sótano y siguen con la fiesta. A la mañana siguiente, Greg y Rodrick reciben un mensaje automático en el teléfono de Susan, que dice que Manny se puso enfermo y que llegan en una hora, después descubren que la casa está muy sucia y muy rápido consiguen ponerla como estaba, pero alguien puso con rotulador permanente en la puerta del baño "Rodrick Rules", ellos quitan la puerta y la sustituyen por otra que había en el sótano, pero después de que colocaran la nueva, Greg se da cuenta de la otra puerta tenía cerrojo y la nueva no, después Rodrick le dice a Greg que si le preguntarán por el cerrojo que lo negase. Cuando Susan y Frank regresan, Greg y Rodrick consiguen disimular y los padres aún no se dan cuenta de lo de la puerta. A la mañana siguiente, en la escuela, Greg habla con Rowley y le cuenta todo lo que pasó y lo de la puerta, y le dice que lo niegue, pero a él no se le da bien mentir, y lo invita a su casa. A la noche, cuando Rowley va a casa de Greg, Frank le habla, pero este se queda quieto y callado para evitar decir lo de la puerta, y Greg lo lleva con él a su habitación. Allí, ellos quieren ver una película, y Rowley sugiere ver alguna de las que trajo, pero Greg rechaza su idea, ya que son películas infantiles y sugiere ver una película de terror titulada "El Pie" ("The Foot"), mientras la ven, Rowley se asusta y Greg quita la película y se acuestan. Mientras están dormidos, Manny entra en la habitación, se mete entre las sabanas y asusta a los chicos, Rowley grita pensando que el pie de la película lo cogió, después también grita Greg, y salen gritando asustados de la habitación y después, se ve que fue Manny el que los asustó. El padre de Rowley viene a buscarlo, y Susan le riñe a Greg por poner una película inapropiada para ellos. A la noche siguiente, Greg descubre que su madre va a ir al baño, él trata de impedir que cierre la puerta para que no descubra que falta el cerrojo, pero no lo consigue, y cuando le oye a su madre decir que falta el cerrojo, Greg corre a su habitación, mientras que Susan le pregunta a Rodrick y este le dice que no sabe nada de eso, que según él nunca hubo cerrojo en ese baño, después va junto de Greg a preguntarle, pero este accidentalmente le dice que fue Rodrick, y que fue idea suya lo de la fiesta, Susan va muy enfadada a hablar con Rodrick, pero Greg se lo impide y para proteger a su hermano mayor, Greg le dice que solo eran dos chicos, que era un ensayo del grupo y que se lo pasaron muy bien, Susan al ver que se han hecho amigos, guarda su secreto con él. Después, Rodrick aparece y al ver que su madre no sabe nada (en realidad, finge para guardar el secreto de Greg), piensa que Greg lo negó como él le dijo y se pone contento y empiezan a ser amigos. Al día siguiente, Rodrick ayuda a Greg con un trabajo de clase, y le da uno que le hizo su padre cuando él tenía la edad de Greg, y lo lee en clase, pero le va mal y toda la clase se ríe de él, incluso Holly, después se lo cuenta todo a Rodrick, y este se disculpa y cuando Greg le dice que Holly se rio también de él, Rodrick le dice que haga algo para que le guste, como alguna gamberrada, que a las chicas les gustan los chicos malotes, le dice que le escriba una nota. Greg le escribe una nota anónima a Holly, pero en lugar de recibirla ella, la recibe Fregly, Greg le dice que se la de a Holly, pero Fregly entiende mal y se la da a Patty, y ésta acusa a Greg y el profesor le manda sentarse a su lado. En la hora del recreo, Greg recibe en su taquilla una nota de Holly diciendo que le espera en la clase de arte, Greg entonces va a la clase de arte y ve a Holly de espaldas pintando y se acerca a ella y descubre que es Chirag disfrazado de ella (que se quiso vengar de Greg, porque él antes fingía que no lo veía porque se enfadó porque Chirag le dijo que Holly nunca se fijaría en él) y entonces él y unos cuantos compañeros se ríen de él y Greg sale de la clase de arte y se encuentra con la verdadera Holly y le habla, pero ésta lo confunde con Fregly. Al caer la noche, Greg y Rodrick salen a dar una vuelta y compran batidos, y Rodrick pone un vomito falso en la calle que asusta a la gente mientras ellos se esconden, pero la cosa va demasiado lejos cuando asustan al Entrenador Malone y les persigue, pero consiguen escapar de él y vuelven a casa. Cuando llegan a casa, Frank descubre en la pantalla fotos de la fiesta, y Susan le revela a Frank que ella ya lo sabía, que se lo había dicho Greg pero que le había engañado y también revela lo del cerrojo, y Frank dice que ya sabía que tenía cerrojo y que nadie le creía, Rodrick se enfada con Greg, y Greg trata de disculparse y le dice que se lo dijo sin querer pero Rodrick le dice que son hermanos, pero que nunca serán amigos. Después, Susan y Frank castigan a Greg dos semanas sin videojuegos y a Rodrick un mes y sin tocar con su banda en el concurso de talentos, lo que supone un gran disgusto para Rodrick, y se enfada aún más con Greg y jura arruinarle la vida. El fin de semana, Susan y Frank mandan a Greg y a Rodrick como castigo a la residencia de ancianos con el abuelo Heffley, y allí Greg se encuentra con Holly, y hablan, Holly se disculpa por haberle llamado Fregly, pero este finge que no se dio cuenta, Greg le dice lo que le pasa con Rodrick y Holly le dice que lo mismo le pasa con su hermana mayor, y entonces se hacen amigos y Holly le dice que le buscará al día siguiente, desde ese momento Greg se siente muy contento y lo escribe en su diario. A la mañana siguiente, Rodrick le coge el diario a Greg y le amenaza con que se lo va a dar a Holly para que lea lo que escribió, Rodrick sale para dárselo a Holly, y Greg le persigue en calzoncillos, justo cuando Rodrick está a punto de acercarse a Holly, Greg con una planta por delante, le quita a Rodrick el diario y escapa y se esconde en el vestuario, pero cuando se esconde descubre que se escondió accidentalmente en el vestuario de mujeres mayores, y las mujeres al verlo lo cogen para pegarle, pero Greg consigue escapar y se sustituye a él por una mujer. Cuando sube a su habitación, Greg descubre que Rodrick lo grabó con una cámara de seguridad. Rodrick amenaza a Greg diciendo que va subir el vídeo a YouTube. El día del concurso de talentos de la escuela, Rowley va a hacer su participación haciendo trucos de magia, pero su amigo que le iba a ayudar al ver que hay mucha gente, le da miedo escénico y se niega a ayudarle, Susan le dice a Greg que le ayude, pero Rowley le dice que no quiere hacerlo porque tiene miedo de no caerle bien a Holly, entonces Susan comprende y le deja a Greg no ayudarle. Cuando la familia Heffley está viendo a los concursantes, Rodrick llora por no poder tocar con su banda y va junto de ellos para pedirles que no actúen sin él, pero ellos les dicen que tienen que tocar igual aunque él no este, entonces Greg le dice a Susan que si deja que Rodrick participe con su banda, ayudará a Rowley con sus trucos de magia, Susan acepta y deja tocar a Rodrick, y este le sonríe a Greg. El espectáculo de magia es un éxito entre el público, y todos aplauden, y Holly va junto de él y le dice que le gusto, y Patty le dice que su actuación fue penosa, pero una paloma de las que tenía Rowley para su participación le caga en la cabeza y se va enfadada. Rodrick contento y su banda tocan pero la multitud no se impresiona hasta que ven bailar a Susan, y comienzan a bailar a lo largo. Greg es feliz finalmente por haber fijado los problemas con su familia. Al día siguiente, Rodrick lleva en su furgoneta a Greg a la escuela, y le da la cinta que le grabó en la residencia de ancianos y le dice que se deshaga de ella, entonces Greg y Rodrick se perdonan y comienzan una nueva amistad y se dan que de que es divertido tener un hermano. Al final de la película, Greg y Rowley de nuevo en su habitación, suben a YouTube el vídeo de Rodrick tocando con su banda y con Susan bailando y lo titulan "Grupo horrible con madre bailando" y consiguen tener muchas visitas y su vídeo en un éxito instantáneo. Después Rodrick grita "Greg está muerto" y termina la película.

## Reparto
| Actor                  | Personaje         |
| ---------------------- | ----------------- |
| Zachary Gordon         | Greg Heffley      |
| Devon Bostick          | Rodrick Heffley   |
| Rachael Harris         | Susan Heffley     |
| Robert Capron          | Rowley Jefferson  |
| Steve Zahn             | Frank Heffley     |
| Connor y Owen Fielding | Manny Heffley     |
| Peyton List            | Holly Hills       |
| Karan Brar             | Chirag Gupta      |
| Laine MacNeil          | Patty Farrell     |
| Grayson Russell        | Fregley           |
| Andrew McNee           | Entrenador Malone |